# 32기 SK 엔크린배 명인전
32회 SK 엔크린배 명인전은 대한민국의  국내 기전이며, 명인 이창호 九단이  도전자 유창혁 九단을 3 대 2로 역전 우승을 차지하며 국내기전 10회 우승과 4연패를 달성하며 연간 상금 10억을 돌파했다.

## 출전 기사 명단
- 본선 시드 : 조훈현 九단(전기 31기 준우승자), 최명훈 七단, 유창혁 九단(금기 32기 준우승자), 목진석 六단
- 예선 통과자 : (故)임선근 九단, 양재호 九단, 윤현석 六단, 이성재 六단

## 대진표
| 기사명 / 상대명 | 조훈현 九단 | 최명훈 八단 | 유창혁 九단 | 양재호 九단 | (故)임선근 九단 | 윤현석 六단 | 이성재 六단 | 목진석 六단 | 승패    | 결과               | 시드잔류                 |
| --------------- | ----------- | ----------- | ----------- | ----------- | --------------- | ----------- | ----------- | ----------- | ------- | ------------------ | ------------------------ |
| 조훈현 九단     | *           | 승          | 승          | 승          | 승              | 패          | 승          | 승          | 6승 1패 | 본선시드           | 본선시드                 |
| 최명훈 八단     | 패          | *           | 패          | 승          | 승              | 승          | 승          | 패          | 4승 3패 | 본선시드           | 본선시드                 |
| 유창혁 九단     | 패          | 승          | *           | 승          | 승              | 승          | 승          | 승          | 6승 1패 | 도전권 획득 준우승 | 본선시드                 |
| 양재호 九단     | 승          | 패          | 패          | *           | 승              | 승          | 승          | 패          | 4승 3패 | 시드 후 포기       | 시드 후 포기 2차예선시드 |
| (故)임선근 九단 | 패          | 패          | 패          | 패          | *               | 패          | 패          | 패          | 0승 7패 | 탈락               | 2차예선시드              |
| 윤현석 六단     | 패          | 패          | 패          | 패          | 승              | *           | 승          | 패          | 2승 5패 | 탈락               | 2차예선시드              |
| 이성재 六단     | 패          | 패          | 패          | 패          | 승              | 패          | *           | 패          | 1승 6패 | 탈락               | 2차예선시드              |
| 목진석 六단     | 패          | 승          | 패          | 승          | 승              | 승          | 승          | *           | 5승 2패 | 본선시드           | 본선시드                 |

### 도전 5번기
| 결승전 |                      |   |  |  |  |  |
|        |                      |   |  |  |  |  |
|        |                      |   |  |  |  |  |
|        | 이창호 九단 (명인)   | 3 |  |  |  |  |
|        | 유창혁 九단 (도전자) | 2 |  |  |  |  |

## 대국 결과

### 예선
| 대진          | 연도   | 대국일자  | 승자            | 패자        | 결과            | 기보 |
| ------------- | ------ | --------- | --------------- | ----------- | --------------- | ---- |
| 2차예선 4회전 | 2000년 | 11월 21일 | 이성재 六단     | 서봉수 九단 |                 |      |
| 2차예선 결승  | 2000년 | 11월 3일  | 목진석 五단     | 이희성 三단 |                 |      |
| 2차예선 결승  | 2000년 | 11월 3일  | 윤현석 六단     | 윤혁 六단   |                 |      |
| 2차예선 결승  | 2000년 | 11월 10일 | (故)임선근 九단 | 윤성현 七단 |                 |      |
| 2차예선 결승  | 2000년 | 11월 24일 | 이성재 六단     | 장주주 九단 | 262수 흑 반집승 |      |

### 본선
| 대진                | 연도   | 대국일자  | 승자        | 패자            | 결과              | 기보 |
| ------------------- | ------ | --------- | ----------- | --------------- | ----------------- | ---- |
| 본선리그 1국        | 2001년 | 1월 12일  | 유창혁 九단 | 윤현석 六단     | 246수 흑 8집반승  |      |
| 본선리그 2국        | 2001년 | 1월 15일  | 최명훈 七단 | 이성재 六단     | 165수 흑 불계승   |      |
| 본선리그 3국        | 2001년 | 1월 18일  | 양재호 九단 | (故)임선근 九단 | 308수 흑 1집반승  |      |
| 본선리그 4국        | 2001년 | 1월 15일  | 조훈현 七단 | 목진석 五단     | 161수 흑 불계승   |      |
| 본선리그 5국        | 2001년 | 1월 18일  | 최명훈 七단 | 윤현석 六단     | 92수 백 불계승    |      |
| 본선리그 6국        | 2001년 | 2월 23일  | 유창혁 九단 | (故)임선근 九단 | 142수 백 불계승   |      |
| 본선리그 7국        | 2001년 | 3월 2일   | 목진석 五단 | 양재호 九단     | 211수 흑 불계승   |      |
| 본선리그 8국        | 2001년 | 3월 12일  | 조훈현 七단 | 이성재 六단     | 196수 백 불계승   |      |
| 본선리그 9국        | 2001년 | 4월 9일   | 최명훈 七단 | (故)임선근 九단 | 282수 흑 3집반승  |      |
| 본선리그 10국       | 2001년 | 4월 11일  | 양재호 九단 | 이성재 六단     | 253수 흑 5집반승  |      |
| 본선리그 11국       | 2001년 | 4월 23일  | 유창혁 九단 | 목진석 五단     | 168수 흑 11집반승 |      |
| 본선리그 12국       | 2001년 | 5월 4일   | 유창혁 九단 | 이성재 六단     | 282수 흑 3집반승  |      |
| 본선리그 13국       | 2001년 | 5월 14일  | 조훈현 九단 | 윤현석 六단     | 201수 흑 불계승   |      |
| 본선리그 13국       | 2001년 | 5월 14일  | 목진석 五단 | 최명훈 七단     | 158수 백 불계승   |      |
| 본선리그 16국       | 2001년 | 6월 5일   | 양재호 九단 | 윤현석 六단     | 220수 백 1집반승  |      |
| 본선리그 17국       | 2001년 | 6월 15일  | 윤현석 六단 | (故)임선근 九단 | 144수 백 불계승   |      |
| 본선리그 18국       | 2001년 | 6월 28일  | 목진석 五단 | 이성재 六단     | 154수 흑 불계승   |      |
| 본선리그 19국       | 2001년 | 7월 5일   | 유창혁 九단 | 양재호 九단     | 272수 흑 1집반승  |      |
| 본선리그 20국       | 2001년 | 7월 23일  | 조훈현 九단 | 최명훈 八단     | 223수 흑 불계승   |      |
| 본선리그 21국       | 2001년 | 7월 31일  | 양재호 九단 | 조훈현 九단     | 266수 백 반집승   |      |
| 본선리그 22국       | 2001년 | 8월 3일   | 윤현석 六단 | 이성재 六단     | 202수 흑 반집승   |      |
| 본선리그 23국       | 2001년 | 8월 3일   | 목진석 五단 | (故)임선근 九단 | 152수 백 불계승   |      |
| 본선리그 24국       | 2001년 | 8월 10일  | 유창혁 九단 | 최명훈 八단     | 242수 백 불계승   |      |
| 본선리그 25국       | 2001년 | 8월 14일  | 이성재 六단 | 임선근 九단     | 233수 흑 3집반승  |      |
| 본선리그 26국       | 2001년 | 8월 14일  | 최명훈 八단 | 양재호 九단     | 158수 백 불계승   |      |
| 본선리그 27국       | 2001년 | 8월 14일  | 목진석 五단 | 윤현석 六단     | 315수 흑 12집반승 |      |
| 본선리그 28국       | 2001년 | 9월 3일   | 조훈현 九단 | 유창혁 九단     | 178수 백 불계승   |      |
| 본선리그 동률재대국 | 2001년 | 9월 6일   | 유창혁 九단 | 조훈현 九단     | 343수 흑 반집승   |      |
| 도전 1국            | 2001년 | 9월 17일  | 유창혁 九단 | 이창호 九단     | 151수 흑 불계승   |      |
| 도전 2국            | 2001년 | 9월 22일  | 유창혁 九단 | 이창호 九단     | 172수 백 불계승   |      |
| 도전 3국            | 2001년 | 10월 5일  | 이창호 九단 | 유창혁 九단     | 194수 백 불계승   |      |
| 도전 4국            | 2001년 | 11월 16일 | 이창호 九단 | 유창혁 九단     | 256수 흑 11집반승 |      |
| 도전 5국            | 2001년 | 12월 4일  | 이창호 九단 | 유창혁 九단     | 242수 흑 3집반승  |      |

## 특이사항
- 이창호 九단 명인전 4연패, 통산 10회 우승 금자탑 달성
- 이창호 九단 명인전(32기) 2연패 후 3연승으로 역전 우승
- 유창혁 九단 2연승 이후 3연패로 아쉽게 준우승에 그침
- 이창호 九단 2001년 명인전 우승하며 연간 상금 10억 돌파 달성